# Dirty Mind
A Dirty Mind az amerikai előadó, Prince harmadik stúdióalbuma. 1980. október 8-án jelent meg és a Prince (1979) albumot követi. Minden munkálatot Prince végzett az albumon otthonában, Minneapolisban, 1980 májusa és június között. A Dirty Mind Prince legkreatívabb albumaként ismert és megalapozta az énekes zenei irányultságát a következő évekre.
1980 tavaszán Prince és együttese (Dez Dickerson, André Cymone, Bobby Z, Doctor Fink és Gayle Chapman) kilenc hetet töltött el turnézással, mint előzenekar Rick James koncertjein. James turnéja után Prince visszatért Minnesotába és kibérelt egy házat Wayzatában, ahol létrehozott egy stúdiót.
Az album posztdiszkó, new wave, funk és dance stílusok keveréke. A Dirty Mind sokkal inkább punk beállítottságú, mint az énekes korábbi albumai. Prince magas, feminin vokáljai teszik ikonikussá az albumot. Az album témájai között többek közt kulcsfontosságú az orális szex, az édeshármas, a rokonokkal történő szexuális kapcsolat létesítése. Az album úttörő volt a szexuális témák zenébe való bevitelében.
Az első kislemez, az "Uptown" ötödik lett a Billboard Hot Soul és a Billboard National Disco Action Top 30 slágerlistákon. Az album ugyan csak 45. lett a Billboard 200-on, de kritikusok elismeréssel méltatták. A stílusok keverése miatt a fekete zenének fontos alapja volt az 1980-as évek elején. Több zenei kiadvány is minden idők legjobb albumai közé sorolja.

## Háttere
1980 tavaszán Prince és együttese (Dez Dickerson, André Cymone, Bobby Z, Doctor Fink és Gayle Chapman) kilenc hetet töltött el turnézással, mint előzenekar Rick James koncertjein. James a turné közben végig azzal vádolta Prince-et, hogy másolta szokásait.
James turnéja után Prince visszatért Minnesotába és kibérelt egy házat Wayzatában, ahol létrehozott egy stúdiót. Ennek ellenére nem volt elég hely a felvételek közben és Princekésőbb a következőt mondta a Rolling Stone-nak: "Senki nem tudta mi történik, teljesen elmerültem benne... Végre úgy éreztem magam, hogy önmagam vagyok"
Prince korábban nagyrészt egyedül dolgozott felvételeken, de most az együttesének többi tagja is hozzájárult a Dirty Mindhoz. A "Dirty Mind" dalon szereplő billentyűket Doctor Fink játssza.

## Számlista
Az összes dal szerzője Prince. 
|    | Cím                      | Hossz |
| -- | ------------------------ | ----- |
| 1. | Dirty Mind               | 4:14  |
| 2. | When You Were Mine       | 3:47  |
| 3. | Do It All Night          | 3:42  |
| 4. | Gotta Broken Heart Again | 2:16  |
| 5. | Uptown                   | 5:32  |
| 6. | Head                     | 4:44  |
| 7. | Sister                   | 1:31  |
| 8. | Partyup                  | 4:24  |

## Kompozíció
A Dirty Mind nagyrészt Prince otthoni stúdiójában volt felvéve 1980-ban, sok dalt egy este alatt voltak megvágva, ami demófelvételekhez hasonló minőséget és hangzást adott nekik. A "Dirty Mind" kislemezként jelent meg és AllMusic szerző Stephen Thomas Erlewine "robot funk"-ként jellemezte, míg a "When You Were Mine"-t (amelyet később Cindy Lauper is feldolgozott) "tiszta new wave pop"-nak nevezte. A "Do It All Night" és a "Head", amelyek erősen szexuális tartalmú dalok sultry-funk stílusúak. A "Gotta Broken Herat Again" egy ballada, a "Sister" pedig rock befolyásolt és a dal főszereplője és nővére közötti szexuális kapcsolatot ír le. A "Partyup"-ot Prince előadta 1981 februárjában a Saturday Night Live-on.

## Megjelenés
A Dirty Mind 45. helyig jutott a Billboard 200-on és 7. helyig a Billboard Top Black Albums slágerlistán. 1984. június 6-án arany minősítést kapott az Amerikai Hanglemezgyártók Szövetségétől. Prince 2016-os halála után az album újra visszatért a Billboard 200-ra és szerepelt a slágerlistákon Franciaországban, Svájcban és az Egyesült Királyságban.

### Kislemezek
Az első kislemez, az "Uptown" 101. helyet szerzett a Billboard Bubbling Under Hot 100 Singles listán, de az R&B és a Dance kislemezlistán a legjobb öt helyig jutott. A "Dirty Mind" az album második kislemeze volt és közepes sikernek örvendett az R&B listákon. A "Head" pedig szerepelt az Az igazira várva filmben.

## Előadók
- Prince – minden vokál és hangszer, kivéve a következők:
  - Lisa Coleman – háttérének ("Head")
  - Doctor Fink – szintetizátor ("Dirty Mind" és "Head")

## Kislemezek
| Cím               | Slágerlista | Slágerlista | Slágerlista |
| Cím               | US          | US R&B      | US Dance    |
| ----------------- | ----------- | ----------- | ----------- |
| "Uptown"          | 101         | 5           | 5           |
| "Dirty Mind"      | –           | 65          | –           |
| "Do It All Night" | –           | –           | –           |

## Slágerlisták
| Slágerlista (1980)                   | Legmagasabb pozíció |
| ------------------------------------ | ------------------- |
| US Billboard Top LPs & Tapes         | 45                  |
| US Billboard Top Black Albums        | 7                   |
| Slágerlista (2016)                   | Legmagasabb pozíció |
| Francia Albumok (SNEP)               | 193                 |
| Svájci Albumok (Schweizer Hitparade) | 79                  |
| UK Albums (OCC)                      | 61                  |
| US Billboard 200                     | 56                  |

## Minősítések
| Régió                   | Minősítés | Példányszám |
| ----------------------- | --------- | ----------- |
| Egyesült Államok (RIAA) | Arany     | 500,000     |